# تپه قلعه چه کمردار
تپه قلعه چه کرنگ مربوط به هزاره اول قبل از میلاد است و در شهرستان شاهرود، بخش میامی، روستای کمردار واقع شده و این اثر در تاریخ ۲۵ خرداد ۱۳۸۱ با شمارهٔ ثبت ۵۸۷۰ به‌عنوان یکی از آثار ملی ایران به ثبت رسیده‌است.